# Коад'ютор
Коад'ю́тор, єпи́скоп-коад'ю́тор — у католицькій та англіканській Церквах титулярний єпископ, що призначається у певну єпархію для допомоги єпархіальному єпископові у здійсненні його єпископських функцій, і має право успадкування єпископського престолу після того, як він стане вакантним.
Єпископа-коад'ютора, як і єпископів-помічників, призначають у випадку, коли єпархіальний єпископ з певних причин не в змозі справлятися з усіма своїми обов'язками. Такими причинами можуть стати значна територія єпархії, що ускладнює виконання єпископських функцій однією людиною, стан здоров'я єпископа, похилий вік тощо. Єпископи-помічники, на відміну від єпископа-коад'ютора, володіють меншим обсягом повноважень і не мають права автоматичного успадкування єпископської кафедри.

## Католицька Церква
У східних патріарших та верховноархієпископських католицьких Церквах патріарх або верховний архієпископ за згодою Синоду Єпископів своєї Церкви може призначити єпископа-коад'ютора для єпархії, яка перебуває у межах території цієї Церкви. В усіх інших випадках єпископа-коад'ютора призначає Апостольський Престол.
Конкретний обсяг прав і обов'язків єпископа-коад'ютора визначається, з одного боку, положеннями загального церковного права (Кодексом Канонічного Права, канони 403—411 або Кодексом Канонів Східних Церков, канони 212—218), а з іншого — документом про призначення даного єпископа-коад'ютора. Єпископ-коад'ютор повинен виконувати свої функції у згоді з єпархіальним єпископом, консультуючись із ним. Своєю чергою, єпархіальний єпископ зобов'язаний віддавати перевагу єпископу-коад'ютору перед іншими єпископами-помічниками, якщо такі є, при необхідності делегування повноважень особливої важливості, а також зобов'язаний призначити його генеральним вікарієм (у Східних Католицьких Церквах — Протосинкелом). Єпископ-коад'ютор має обов'язок перебувати в єпархії, до якої він призначений, та заступати єпархіального єпископа у випадку його відсутності або якоїсь перешкоди в його діяльності, і не має права відлучатися з єпархії на тривалий час.
З моменту, коли єпископська кафедра стає вакантною (у випадку смерті, зречення, перенесення єпархіального єпископа на інший престол), єпископ-коад'ютор стає правлячим єпископом тієї єпархії, в яку був призначений.
Перед реформою канонічного права Католицької Церкви (1983 р. для Римо-Католицької Церкви, 1990 р. для Східних Католицьких Церков) єпископи-коад'ютори були двох типів: з правом успадкування єпископського права і без такого права. Останні призначалися переважно у дуже великих єпархіях та або щоб відзначити якогось конкретного єпископа-помічника. У сучасному церковному праві всі єпископи-коад'ютори мають право автоматичного успадкування єпископської кафедри.
На даний час (2007 р.) в Україні є два єпископи-коад'ютори: Мечислав Мокшицький, архієпископ-коад'ютор Львівської архідієцезії, і Мар'ян Бучек, єпископ-коад'ютор Харківсько-Запорізької дієцезії Римо-Католицької Церкви.
У деяких католицьких клерикальних чернечих орденах (наприклад, єзуїти) коад'юторами називають також ченців-несвящеників.

## Англіканська Церква
В Англіканській Спільноті єпископ-коад'ютор призначається або вибирається у випадку наближення смерті або відставки єпархіального єпископа. У деяких провінціях Спільноти, наприклад у  Англіканській церкві, єпископа-коад'ютора призначають, в інших, як, наприклад, в Єпископальній Церкві США, — вибирають. У Єпископальній Церкві США, коли єпархіальний єпископ оголошує, що буде подавати у відставку, відбуваються спеціальні єпархіальні збори, на яких вибирають єпископа-коад'ютора. Єпископ-коад'ютор виконує свої функції, як правило, дуже короткий час перед відставкою єпархіального єпископа, після якої займає його пост.